# Josefina Aldrete
Josefina Aldrete (Santiago, 1880 - 1974) fue una educadora panameña.
Realizó los estudios primarios en la escuela que dirigía María Medina de Mendoza, obtuvo el primer puesto de honor y ganó una beca para estudiar en la Escuela Normal de Panamá. Se graduó como maestra en 1900 y desde ese año se convirtió en directora de la Escuela de Niñas de San Felipe hasta 1917.
En 1914 publicó su primera obra Cartilla istmeña, orientado a la lectura en los primeros grados, convirtiendo a Josefina Aldrete como la primera autora didáctica panameña. 
Posteriormente fue directora de la Escuela Normal aunque luego renunció, para trabajar como maestra de español en la Zona del Canal de Panamá. En ese momento escribió el libro La oportunidad, que se convirtió en el texto oficial para aprender español en las escuelas zoneítas. 
En 1942, luego ganar la lotería, fundó el Ropero de Santa Rita de la Casia, institución que confeccionaba ropa para niños, mujeres y ancianos pobres. Repartía anualmente unas mil piezas de ropa.
En 1959 fue condecorada por la Orden Vasco Núñez de Balboa en el grado de Cruz.